# Henri Rajala
Henri Rajala est un joueur finlandais  de volley-ball né le 26 septembre 1988. Il mesure 1,91 m et joue réceptionneur-attaquant.

## Clubs
| Club          | Pays     | De        | À         |
| ------------- | -------- | --------- | --------- |
| Raision Loimu | Finlande | 2007-2008 | 2008-2009 |